# René Magritte

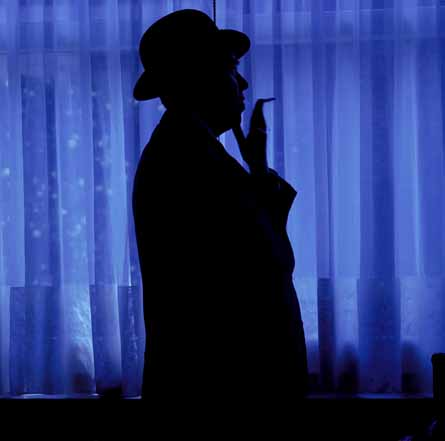
René Magritte, fotografiert von Lothar Wolleh

René François Ghislain Magritte (* 21. November 1898 in Lessines in der wallonischen Provinz Hennegau, Belgien; † 15. August 1967 in Brüssel) war ein belgischer Maler des Surrealismus.

## Leben
René Magritte war der erstgeborene Sohn des Schneiders Leopold Magritte und der Hutmacherin Régina Bertinchamp. Er hatte zwei Brüder, Raymond, 1900 geboren, und Paul, 1902 geboren. 1910 zog die Familie Magrittes nach Châtelet, wo René Magritte im Alter von zwölf Jahren mit dem Malen und Zeichnen begann. Seine Mutter nahm sich 1912 aus unbekannten Gründen das Leben, indem sie sich nachts in der Sambre ertränkte. Für den jungen Magritte, der zugegen war, als man sie aus dem Wasser zog, war dies ein traumatisches Ereignis. Daraufhin zog der Vater mit den drei Söhnen nach Charleroi, einer Industriestadt. Dort besuchte René Magritte das Gymnasium, und er flüchtete sich in die Welt der Fantômas-Romane sowie der Literatur von Robert Louis Stevenson, Edgar Allan Poe, Maurice Leblanc und Gaston Leroux.
1913 lernte er die zwei Jahre jüngere Georgette Berger (1901–1986) kennen, die sein Modell wurde. Zu dieser Zeit entstanden auch seine ersten Arbeiten, deren Stil impressionistisch geprägt war. Magritte studierte von 1916 bis 1918 an der Brüsseler Akademie der schönen Künste. Während seines Studiums schuf er kubistisch-futuristisch angehauchte Arbeiten, die teils jenen der „Kölner Progressiven“ zum Verwechseln ähnlich sehen. Georgette Berger traf er 1920 zufällig im Brüsseler Botanischen Garten wieder. Er heiratete sie im Jahr 1922 und verdiente den Lebensunterhalt als Musterzeichner in einer Tapetenfabrik und ab 1923 als Plakat- und Werbezeichner. 1923 verkaufte er sein erstes Bild, ein Porträt der Sängerin Evelyne Brélia.
Den späteren Kunsthändler und Künstler E. L. T. Mesens hatte Magritte 1920 als Klavierlehrer seines Bruders Paul kennengelernt. Mesens führte ihn in die dadaistische Bewegung ein, und Magritte wurde 1925 Mitarbeiter der Zeitschrift Œsophage, im folgenden Jahr von Marie.
Magritte beschloss, „die Gegenstände nur noch mit ihren augenfälligen Details zu malen“. Ab 1926 war es ihm durch feste Verträge mit der Brüsseler Galerie „Le Centaure“ möglich, sich ausschließlich auf die künstlerische Produktion zu konzentrieren. Mit Der verlorene Jockey entstand in jenem Jahr sein erstes surrealistisches Bild. 1927 hatte er seine erste Einzelausstellung in der Galerie „Le Centaure“, mit vorwiegend abstrakten Bildern. Schlüsselbilder seiner geheimnisvollen „Schwarzen Periode“ sind jene mit großen schwarzen Männergestalten. Der Mann vom Meer oder Die Diebin aus dem Jahr 1927 gehören zu jenen Werken, deren Inspiration der Filmheld Fantomas zugrunde liegt. Im selben Jahr zog er nach Le-Perreux-sur-Marne bei Paris, wo er bis 1930 lebte. In Paris empfing er von den französischen Surrealisten reiche Anregungen, wobei ihn vor allem die metaphysischen Bilder Giorgio de Chiricos beeindruckten. Als Werk, das einen besonderen Eindruck bei Magritte hinterließ, wird häufig Chiricos Lied der Liebe genannt.

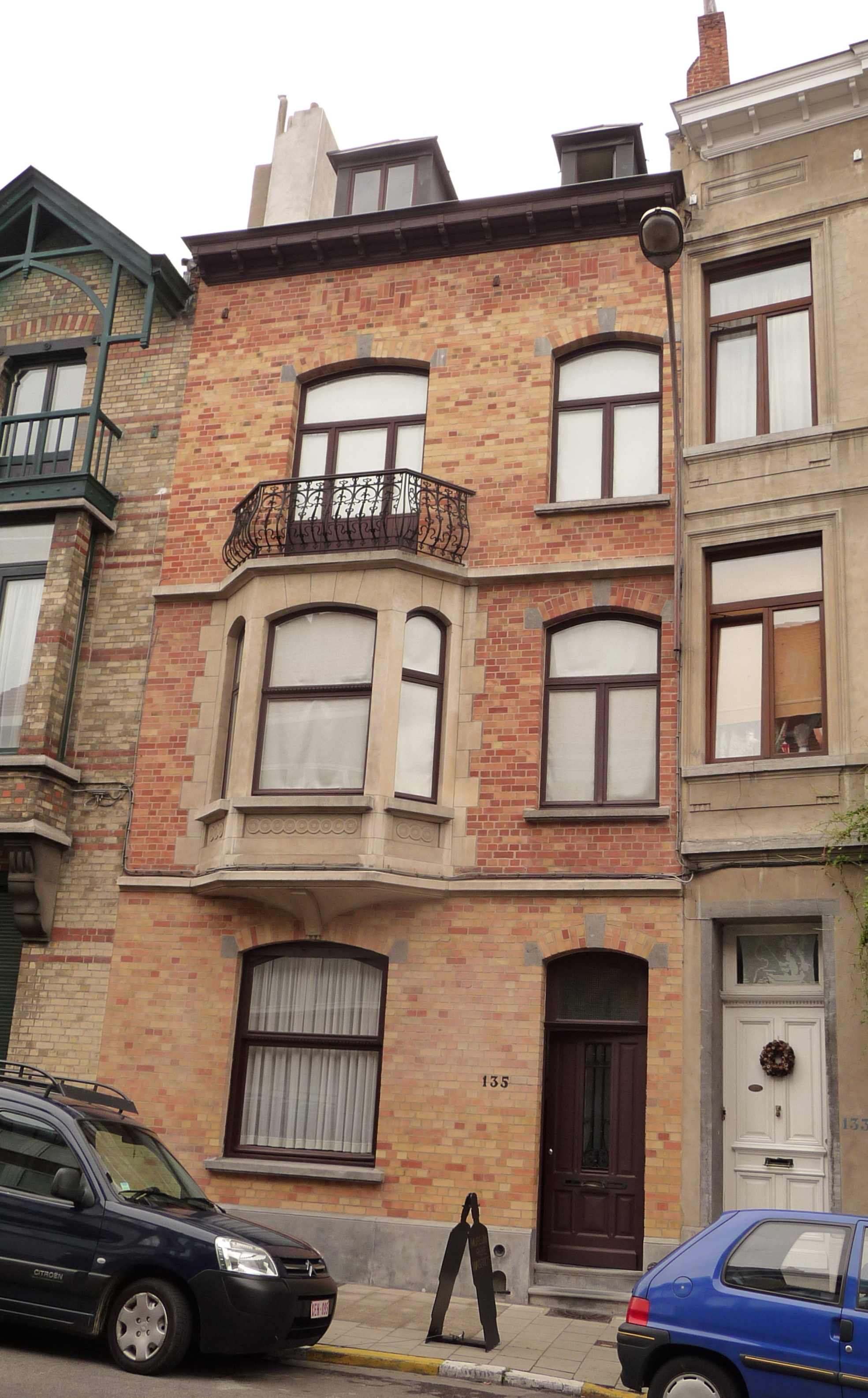
Wohnhaus Magrittes in der Rue Esseghem in Brüssel, in dem er von 1930 bis 1954 das Erdgeschoss bewohnte

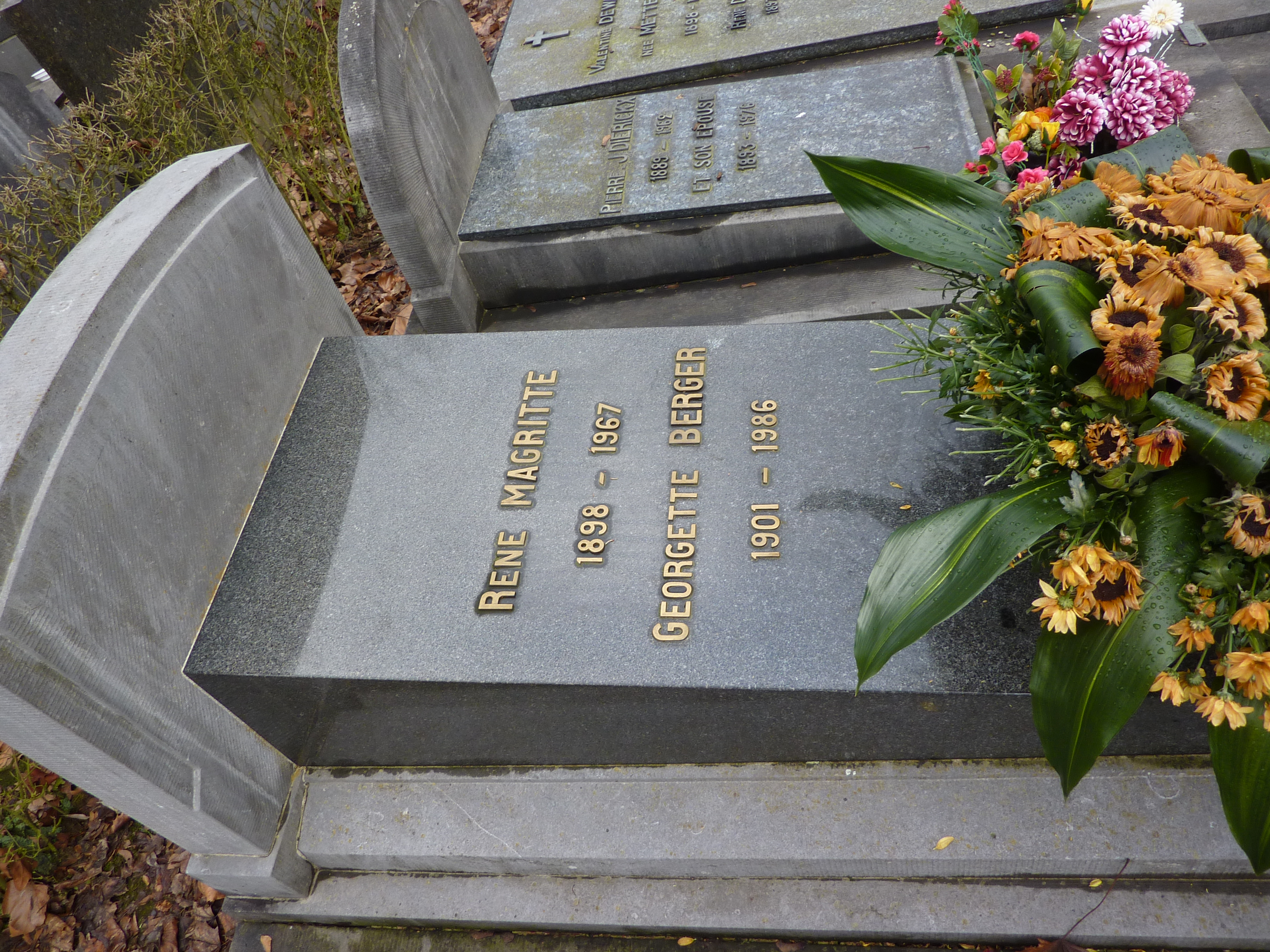
Grabstein für René Magritte und Georgette Berger

Ab 1930 lebte Magritte wieder in Brüssel, als Mittelpunkt eines kulturinteressierten Freundeskreises. 1932, nach der Schließung der Galerie „Le Centaure“, wurde E. L. T. Mesens sein Kunsthändler. Er freundete sich mit André Breton, Paul Éluard, Joan Miró, Hans Arp und später auch mit Salvador Dalí an. Er war mit einigen Werken in der Exposition Internationale du Surréalisme vertreten, die 1938 in der Galerie Beaux-Arts in Paris stattfand. Freundschaftlich verbunden war er auch mit dem Drehbuchautor Claude Spaak, dessen Ehefrau Suzanne Spaak von ihm porträtiert wurde. 1946 schloss er einen Vertrag mit dem Galeristen Alexander Iolas ab, der sein Werk in den USA förderte und ihn motivierte, sich auch mit Bildhauerei zu beschäftigen. 1947 hatte Magritte seine erste Ausstellung in New York.
Von 1929 bis 1966 war er als Redakteur mehrerer Zeitschriften und Zeitungen tätig, er drehte mehrere Kurzfilme, orientierte sich nochmals an den Impressionisten, trat mehrmals in die Kommunistische Partei Belgiens ein und auch wieder aus und hielt Vorträge über seine Arbeiten. Ab den sechziger Jahren übten Magrittes Malerei und Denken einen wichtigen Einfluss auf Strömungen wie die Pop Art und die Konzeptkunst aus. 1956 gewann er den Guggenheim-Preis für Belgien. 1959 war René Magritte Teilnehmer der documenta II in Kassel.
1967 wurde ihm vorgeschlagen, mehrere seiner Gemälde als Skulpturen ausführen zu lassen. Er zeichnete die Entwürfe, machte die Gussformen und signierte die Modelle. Unerwartet starb René Magritte kurz darauf am 15. August 1967 in seiner Wohnung in Brüssel an Krebs. Seine letzte Ruhestätte fand er auf einem Friedhof in Schaarbeek. Sein letztes Bild blieb bis zum Tod seiner Frau 1986 unvollendet auf der Staffelei stehen. Er führte zeit seines Lebens eine bürgerliche Existenz und verließ kaum seinen Heimatort.
Sein ehemaliges Wohnhaus in der Rue Esseghem Nr. 135 in Jette beherbergt seit 1999 das René Magritte Museum. Es enthält neben einigen Kunstwerken die nahezu vollständige Originaleinrichtung. Seit 2009 widmet sich zudem im Brüsseler Stadtzentrum das Magritte Museum als Teil der Königlichen Museen der Schönen Künste dem Werk und Leben des Künstlers. In diesem Museum findet sich die weltweit größte Sammlung von Kunstwerken René Magrittes.

## Künstlerisches Schaffen
Magritte gilt neben Paul Delvaux, dessen Werke einen ähnlichen Stil haben, als wichtigster Vertreter des belgischen Surrealismus. André Breton meinte dazu:

„Was ist der Surrealismus? Das ist ein Kuckucksei, das unter Mitwissen von René Magritte ins Nest gelegt wird.“

Die Hauptaufgabe des Surrealismus war es, herkömmliche Erfahrungs-, Denk- und Sehgewohnheiten zu erschüttern und Wirklichkeit mit Traum zu vermischen. Dies gelang Magritte, indem er zwar naturalistische Darstellungen von Gegenständen malte, aber diese durch deren ungewöhnliche Zusammenstellung fremd machte. Eines seiner berühmtesten Bilder ist La trahison des images (Ceci n’est pas une pipe) („Der Verrat der Bilder (Dies ist keine Pfeife)“), von dem es Versionen aus verschiedenen Jahren gibt. Magritte äußerte sich so dazu:

„Ein Bild ist nicht zu verwechseln mit einer Sache, die man berühren kann. Können Sie meine Pfeife stopfen? Natürlich nicht! Sie ist nur eine Darstellung. Hätte ich auf mein Bild geschrieben, dies ist eine Pfeife, so hätte ich gelogen. Das Abbild einer Marmeladenschnitte ist ganz gewiss nichts Essbares.“

Magritte benutzte immer wiederkehrende Objekte wie zum Beispiel den Apfel, die Pfeife, den Bowler, den Vorhang, die Taube, den blauen Himmel mit weißen Wolken, die Eisenschellen, das Ei, den Löwen, den Fesselballon oder Menschen mit einem Tuch vor dem Gesicht. Meist bezogen sich diese Werke auf Kindheitserinnerungen wie den Fesselballon, der auf dem Elternhaus abstürzte, oder die tot aufgefundene Mutter mit einem Nachthemd über dem Kopf. Er setzte verblüffende Gegensätze in seinen Bildern ein. Zum Beispiel in der Reihe des Bilds L’Empire des lumières („Das Reich der Lichter“), in dem die Häuser im Dunkeln liegen, es am Firmament aber heller Tag ist.

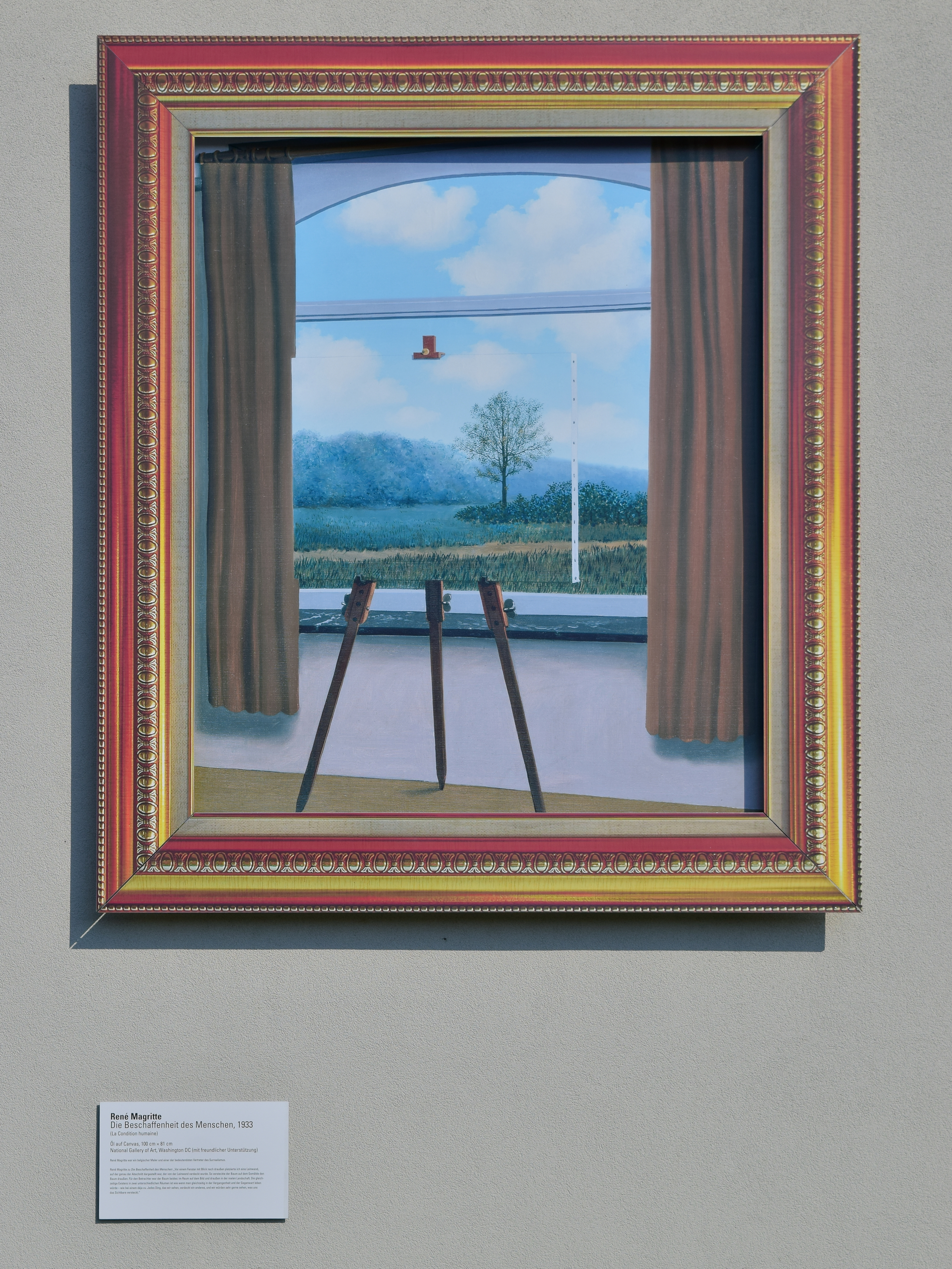
Die Beschaffenheit des Menschen, 1933 (Kopie am Schulgebäude in Liebenau, Oberösterreich)

René Magrittes künstlerisches Schaffen war darauf gerichtet, die Wirklichkeit zu verdeutlichen (zum Beispiel: Dies ist kein Apfel, 1964; Der Verrat der Bilder, 1928/1929) und herauszustellen, dass das Bild eben nur ein Bild ist und man selbst den schönsten gemalten Apfel nicht essen kann und die klar und deutlich gemalte Pfeife weder stopfen noch rauchen kann. Auf der anderen Seite seines Schaffens war Magritte darauf bedacht, dem Alltäglichen und Vertrauten etwas Unerwartetes zu geben. In Die verbotene Reproduktion (Portrait Edward James), 1937; Wahlverwandtschaft, 1933 oder Die gefährliche Beziehung, 1927 werden Dinge dargestellt, die dem Betrachter und seiner vielfach gemachten Erfahrung widersprechen.

„Im Hinblick auf meine Malerei wird das Wort ‚Traum’ oft missverständlich gebraucht. Meine Werke gehören nicht der Traumwelt an, im Gegenteil. Wenn es sich in diesem Zusammenhang um Träume handelt, sind diese sehr verschieden von jenen, die wir im Schlaf haben. Es sind eher selbstgewollte Träume, in denen nichts so vage ist wie die Gefühle, die man hat, wenn man sich in den Schlaf flüchtet. Träume, die nicht einschläfern, sondern aufwecken wollen.“

## Werke (Auswahl)
- 1921: Porträt des flämischen Schriftstellers Pierre Broodcoorens (aus seiner kubistischen Periode)
- 1923: Badende (aus seiner kubistischen Periode)
- 1926: Der verlorene Jockey (gilt als seine erste surrealistische Arbeit)
- 1926: Der bedrohte Mörder, Museum of Modern Art, New York
- 1927: Der tollkühne Schläfer, Tate Gallery of Modern Art, London
- 1928: Die Liebenden I und II
- 1928: Der Sprachgebrauch
- 1929: Der Verrat der Bilder, auch als Dies ist keine Pfeife (Ceci n’est pas une pipe) bekannt
- 1929: Die Riesin, Museum Ludwig, Köln
- 1931: Die Stimme der Luft
- 1933: Die Beschaffenheit des Menschen I
- 1934: Die Vergewaltigung
- 1934: Die unendliche Bewegung
- 1935: Entwaffnete Liebe
- 1935: Die Beschaffenheit des Menschen II
- 1936: Der Schlüssel zur Freiheit
- 1936: Der Schlüssel der Felder
- 1936: Der Scharfblick (Memento vom 20. Oktober 2013 im Internet Archive) (Selbstporträt)
- 1937: La Reproduction interdite
- 1937: Hegels Ferien: Der Therapeut
- 1937: Das rote Modell
- 1937: Das Lustprinzip (Le Principe du Plaisir)
- 1944: Die Ernte (aus seiner „Renoir-Zeit“)
- 1945: Die schwarze Magie
- 1945: Die Schatzinsel
- 1946: Die Blumen des Bösen
- 1947: Die Philosophie im Boudoir
- 1947: Der Befreier
- 1948: Die Domäne von Arnheim (mehrere Versionen bis 1954)
- 1949: Beteiligung an Vendredi: une correspondance surréaliste
- 1950: Das Spukschloss
- 1950–54: Das Reich der Lichter (verschiedene Versionen, u. a. Solomon R. Guggenheim Museum, New York City)
- 1950: Das Versprechen
- 1950: Die Kunst der Konversation
- 1951: Der Verzauberte Songülez
- 1951: Perspective Madame Recamier de David, National Gallery of Canada, Ottawa
- 1952: Die persönlichen Werte, Abbildung
- 1952: Der Zauberer, Abbildung
- 1953: Golconda, Menil Collection, Houston, Texas
- 1954: Das Abendkleid, Abbildung
- 1955: Le Chef d’Œvre ou les Mystères, Öl auf Leinwand, 55×65 cm, Privatsammlung New York City
- 1959: Das Pyrenäenschloss
- 1959: Die Schlacht an der Argonne
- 1960: Die Geistesgegenwart, Museum Ludwig, Köln
- 1960: Das Grab der Ringer, Abbildung,
- 1960: Colère des dieux, Sammlung Gunther Sachs
- 1961: Die große Familie
- 1962: Le Rossignol
- 1963: Die Unendliche Dankbarkeit
- 1964: Der große Krieg
- 1964: Der Mann mit der Melone
- 1964: Der Sohn des Mannes, Abbildung, Privatbesitz
- 1964: Der hereinbrechende Abend
- 1965: Die Blankovollmacht
- 1966: Das Reich der Lichter (unvollendete Version)
- 1967: Die zwei Mysterien
- 1967: Der Vogel und der Hund

## Ausstellungen (Auswahl)
- 2018: Visionäre Sachlichkeit. Magritte, Dietrich, Rousseau. Kunsthaus Zürich
- 2018: René Magritte. The Fifth Season. San Francisco Museum of Modern Art (SFMOMA)
- 2017: René Magritte. Der Verrat der Bilder. Schirn Kunsthalle Frankfurt
- 2017:  La trahision des images. Der Verrat der Bilder. Centre Pompidou, Paris
- 2008: René Magritte 1948. La période vache. Kuratiert von Esther Schlicht und Max Hollein. Schirn Kunsthalle Frankfurt.
- 2005: René Magritte: Der Schlüssel der Träume. BA-CA Kunstforum Wien, Fondation Beyeler. Katalog: Ludion Verlag, Amsterdam 2005, ISBN 90-5544-567-3.
- 1997: Le miroir vivant. René Magritte. Organisation de l’exposition: Jörg Zutter. Musée des Beaux-Arts, Lausanne

## Film
In dem 1978 produzierten Filmporträt Monsieur René Magritte zeichnet der französische Filmemacher Adrian Maben das Leben des Künstlers anhand von Kindheitserinnerungen, Bildern und alten Filmaufnahmen des Künstlers nach. DVD bei Arthaus, 2009, ISBN 978-3-939873-18-1.

## Sonstiges

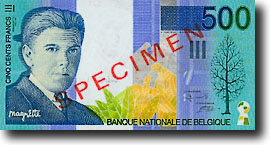
500-Franc-Note der Nationale Bank van België, in Umlauf 1994–2001

- Zu Ehren René Magrittes schrieb der US-amerikanische Musiker Paul Simon 1982 einen Song, der den Titel eines von Magrittes Werken trägt: René And Georgette Magritte With Their Dog After The War.

- Der in Wien spielende 360. Tatort aus dem Jahr 1997 hat als Täter einen Mag. Ritte (gespielt von Udo Samel) zum Thema und thematisiert Künstler und Werk.

- In dem mehrere Kunstraube thematisierenden Kriminalfilm Die Thomas Crown Affäre (1999) taucht Magrittes Werk Der Sohn des Mannes mehrfach an prominenter Stelle auf.

- Magritte ist Namensgeber eines frankophon-belgischen Filmpreises, des Magritte du cinéma.

- Zu bekannten Sammlern von Gemälden Magrittes gehörten etwa der Jazzsänger George Melly aus Liverpool[6] und der Fotograf Gunter Sachs.

- ...Der Künstler beim Zeichnen des Portraits malt mich / Mit abfälligem Antlitz, René Magritte... Der Rapper Kollegah setzte im Video zum Track Lorbeerkranz mehrfach eine Hommage an Magritte und sein Selbstporträt Der Sohn des Mannes.

- Am 19. November 2024 wurde in New York vom Auktionshaus Christie’s das Gemälde L’Empire des lumières für 121 Millionen US-Dollar versteigert, was einen neuen Auktionsrekord für ein Werk von Magritte markiert.[7]

## Publikationen
- André Blavier (Hrsg.): René Magritte. Sämtliche Schriften. Ullstein, Frankfurt am Main 1985.